# Valdaine

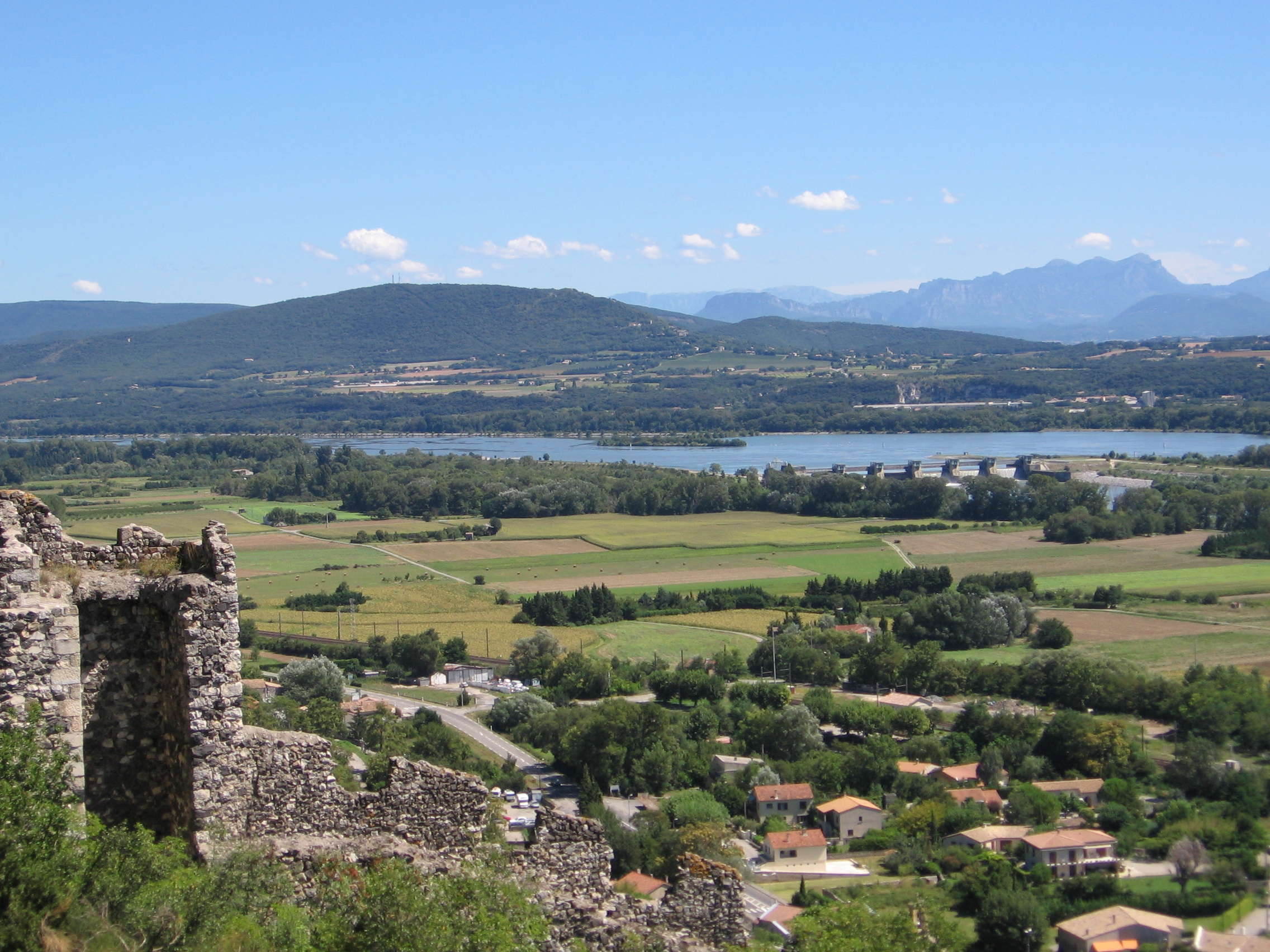
Die Valdaine in Richtung Rhône

 Die Valdaine ist eine Ebene östlich der mittleren Rhône im Département Drôme. Da zu ihr die Stadt Montélimar gehört, wird sie auch Bassin de Montélimar genannt. Die ihr benachbarten Regionen sind das Valentinois im Norden, das Diois im Osten, das Tricastin im Süden und der Bas-Vivarais im Westen.
Dieses Becken bildet ein ausgedehntes Amphitheater, das sich im Westen auf die Schwemmterrasse von Montélimar und auf das Tal der Rhône öffnet. Neben der Rhône wird die Valdaine vor allem durch den Roubion und dessen Zufluss Jabron entwässert, die aus dem Voralpenmassiv des Diois herabfließen. Sie hat eine Fläche von 300 Quadratkilometern mit einem Durchmesser von ca. 15 Kilometer.
Der Name Valdaine findet sich in den Ortsnamen Portes-en-Valdaine und Rochefort-en-Valdaine, die beide am südlichen Rand der Ebene liegen. Die Gemeinde Saint-Geoire-en-Valdaine im Département Isère und im Westen des Chartreuse-Massivs gehört nicht zur Valdaine, der Name leitete sich  vom Val d’Ainan ab.

### Weblink
- Cécile Jung, Le réseau viaire antique du Tricastin et de la Valdaine, RAN, 42, 2009, S. 85–113 (online)